# Caterina Emili
Caterina Emili, nata Caterina Nini (Roma, 27 novembre 1948 – Perugia, 11 maggio 2022), è stata una giornalista, scrittrice e editrice italiana.

## Biografia
Caterina Emili nasce a Roma da una famiglia umbra. Laureatasi a Milano, ha vissuto a Roma, Parigi (dove si è sposata con Stefano Emili, da cui ha avuto un figlio, Geronimo Emili), Torino, Bologna e Milano. Ha sempre usato il cognome del primo marito (morto nel gennaio del 2020) sia come giornalista che come scrittrice, preferendolo al nome di famiglia (Nini). Nel 1976 si è sposata per la seconda volta con Luigi Guastamacchia, manager nel settore dell'editoria italiana (da cui ha avuto due figli, Margherita Guastamacchia e Pietro Guastamacchia).
Ha cominciato la sua attività di giornalista a Parigi nel 1969, nella redazione di corrispondenza de Il Mattino. Ha quindi lavorato nel 1973 presso la Gazzetta del Popolo a Torino, vivendo una delle prime autogestioni di un quotidiano chiuso dall'editore.
Dopo questa esperienza è tornata a Milano, con un contratto con il settimanale Il Mondo. Dopo una collaborazione con La Stampa nelle pagine economiche, ha lavorato a La Nazione e a Il Resto del Carlino come inviata speciale (tra i suoi direttori: Franco Di Bella, Tino Neirotti, Gianfranco Piazzesi, Arrigo Petacco), occupandosi per oltre dieci anni soprattutto di terrorismo e di giudiziaria economica.
È passata poi a dedicarsi al mondo dell'editoria scrivendo per otto anni recensioni sulla terza pagina dei due quotidiani.
Ha scritto e diretto vari programmi radiofonici, tra cui L'immaginario femminile e La morale della favola, per la regia di Sebastiano Giuffrida, e ha condotto per alcuni anni Radio Help, storica trasmissione di Radio 2 sul mondo del non profit, ideata da Riccardo Bonacina.
Per cinque anni ha tenuto lezioni sul mondo dei quotidiani ai ragazzi del carcere minorile milanese Cesare Beccaria, allora diretto da Antonio Salvatore, nell'ambito di un progetto didattico innovativo promosso da quest'ultimo all'interno della realtà detentiva. Da quell'esperienza nacque il primo giornale scolastico on line del Beccaria.
Ha in seguito messo in secondo piano l'attività giornalistica, fondando un suo servizio editoriale e una casa editrice, progettando vari house organ e realizzando alcuni mensili economici, tra cui il mensile dell'ANPAL, ex ItaliaLavoro (di cui è stata anche direttore responsabile), organismo di diritto pubblico vigilato dal Ministero del Lavoro e delle Politiche sociali. Nel comitato editoriale era presente anche Marco Biagi, l'economista ucciso nel 2002 a Bologna dalle Brigate Rosse cui il mensile, sotto la sua direzione, dedicò un intero numero.
In qualità di editore ha pubblicato anche libri di poesie tra cui Lais di Roberto Caielli, fotografo e stampatore lombardo, con prefazione del poeta statunitense Jack Hirschman
Conclusa l'esperienza imprenditoriale, Caterina Emili è tornata a collaborare con alcuni quotidiani, come La Repubblica e con il magazine del Corriere della Sera. Ha tenuto per anni una rubrica sul Corriere dell'Umbria, diretto da Anna Mossuto, dal titolo Storie Minori. 
Nel 2005, Caterina Emili ha lasciato definitivamente Milano per trasferirsi tra il piccolo borgo umbro di Morcella e la Valle d'Itria, a Ceglie Messapica, nel Trullo della Fontana di Sant'Anna che ha ristrutturato assieme al marito. In questi luoghi si svolgono molti episodi dei suoi libri.
Dei suoi romanzi lo storico Salvatore Sechi ha scritto che "sull'Emili gioca il fascino minuto delle comunità proto-industriali che sopravvivono ai margini della modernità o intrecciate ad esse', mentre il critico d'arte Renato Barilli ha evidenziato come nelle storie dell'Emili "[…] tutto circola, tutto si corrisponde in una sapiente tessitura di odori, colori, sapori".
Si è spenta a 73 anni a causa del Covid l'11 maggio 2022 a Perugia.

## Opere
- L'autista delle slot, BESA, 2012
- Il ritrovamento dello zio bambino, indies g&a, 2015
- Il volo dell'eremita, Edizioni e/o, 2017
- La vecchiaia degli altri, indies g&a, 2018
- L'innocenza di Tommasina, Edizioni e/o, 2018
- La scimmia e il caporale Edizioni e/o, 2019
- I polimeri di Olimpia indies g&a, 2020